# Pipistrellus ceylonicus
Pipistrellus ceylonicus är en fladdermusart som först beskrevs av Edward Frederick Kelaart 1852.  Pipistrellus ceylonicus ingår i släktet Pipistrellus och familjen läderlappar. IUCN kategoriserar arten globalt som livskraftig. Inga underarter finns listade i Catalogue of Life. Wilson & Reeder (2005) skiljer mellan 7 underarter.
Arten når en kroppslängd (huvud och bål) av 45 till 64 mm, en svanslängd av 30 till 45 mm och en vikt av 9 till 10 g. Underarmarna är 33 till 42 mm långa, bakfötternas längd är 6 till 11 mm och öronen är 9 till 14 mm stora. Pälsens hår är huvudsakligen bruna och de har ofta gråa spetsar. Avvikande detaljer av kraniet och tänderna skiljer arten från andra släktmedlemmar.
Denna fladdermus förekommer i södra Asien. Den största populationen hittas i Indien, Sri Lanka och Bangladesh. Dessutom finns mindre populationer i centrala Pakistan och sydöstra Kina, inklusive Hainan. Pipistrellus ceylonicus lever i låglandet och i bergstrakter upp till 2150 meter över havet. Habitatet varierar mellan torra landskap på ena sidan och fuktiga bergsskogar på andra sidan.
Individerna vilar ofta i gömställen som skapades av människor som byggnader eller sprickor i murar. De kan även sova i grottor, i trädens håligheter eller under överhängande klippor. Pipistrellus ceylonicus vilar ensam eller i kolonier som kan ha några hundra medlemmar. Den börjar sin jakt tidig på kvällen. Arten jagar olika flygande insekter som skalbaggar och nattfjärilar. Honan är 50 till 55 dagar dräktig och sedan föds oftast tvillingar. Ungarna diar sin mor cirka en månad.